# Red Centre Way
Der Red Centre Way ist eine Touristenstraße im Süden des Northern Territory, dem Red Centre Australiens. Er befindet sich südwestlich von Alice Springs und erschließt die dortigen Nationalparks Uluṟu-Kata-Tjuṯa-Nationalpark, Watarrka-Nationalpark und West-MacDonnell-Nationalpark.
Er besteht aus:
- dem Namatjira Drive ,
- dem Larapinta Drive  / ,
- der Luritja Road  und
- dem Lasseter Highway .

Karte: